# Comoé (Distrikt)
Comoé (benannt nach dem Fluss Comoé) ist ein Distrikt der Elfenbeinküste, im Südosten des Landes gelegen.
Er grenzt im Norden an Zanzan (mit der Region Gontougou), im Osten an das Nachbarland Ghana (Western Region), im Süden an den Atlantischen Ozean, im Südwesten an den Autonomen Distrikt Abidjan und an Lagunes (mit der Region La Mé) und nördlich davon an Lacs (mit den Regionen Moronou und Iffou). Der Distrikt unterteilt sich in die Regionen Indénié-Djuablin und Sud-Comoé, Hauptstadt ist Abengourou. Lagunes existiert seit dem 28. September 2011, seit diesem Tag ersetzen die Distrikte die Regionen als oberste Verwaltungseinheit. Dem Zensus von 2021 zufolge leben im Distrikt 1.501.336 Menschen, daraus ergibt sich eine Einwohnerdichte von 106 Einwohnern pro km².